# Jatutów
Jatutów [pronunciación en polaco: /jaˈtutuf/] es un pueblo ubicado en el distrito administrativo de Gmina Zamość, dentro del Condado de Zamość, Voivodato de Lublin, en Polonia oriental. Se encuentra aproximadamente a 6 kilómetros al sureste de Zamość y a 81 kilómetros al sureste de la capital regional Lublin.